# Chanda Shahib
Chanda Shahib, egentligen Husain Dōst Chān, död 1752, var en indisk furste.
Chanda Shahib var släkt med nawaben av Karnatik, Anwaruddin Muhammed Khan, och deltog i hans sida i kriget mot maratterna. Han lierade sig från 1748 med fransmännen och lyckades 1749 själv bli nawab av Karnatik, under det att Anwaruddin Muhammed Khan tvingades fly till Trichinopoly. Chanda sahib började därefter en belägring av Trichinopoly, under vilken Robert Clive under ledning av brittiska trupper besegrade Chanda Shahib och tvingade honom att själv fly till Trichionpoly, efter vars intagande han avrättades av britterna.